# Profundulidae
Profundulidae é uma família de peixes actinopterígeos pertencentes à ordem Cyprinodontiformes.